# Franco Squillari
Franco Squillari, né le 22 août 1975 à Buenos Aires, est un ancien joueur de tennis professionnel argentin.

## Carrière
Passé professionnel en 1994, il a mis un terme à sa carrière fin 2005. Il a remporté trois titres en simple sur le circuit ATP et a perdu trois autres finales. Il a atteint la demi-finale à Roland-Garros en 2000, performance qu'il n'a jamais réussi à réitérer dans aucun autre tournoi du Grand Chelem. Son meilleur classement ATP reste une 11e place atteinte le 18 septembre 2000. Il est plutôt adepte de la terre battue, surface sur laquelle il a obtenu ses meilleurs résultats.

## Palmarès

### Titres en simple messieurs
| No | Date       | Nom et lieu du tournoi | Catégorie   | Dotation  | Surface      | Finaliste     | Score                   |          |
| -- | ---------- | ---------------------- | ----------- | --------- | ------------ | ------------- | ----------------------- | -------- |
| 1  | 26-04-1999 | BMW Open, Munich       | Int' Series | 500 000 $ | Terre (ext.) | Andrei Pavel  | 6-4, 6-3                | Parcours |
| 2  | 01-05-2000 | BMW Open, Munich       | Int' Series | 375 000 $ | Terre (ext.) | Tommy Haas    | 6-4, 6-4                | Parcours |
| 3  | 17-07-2000 | MercedesCup, Stuttgart | Series Gold | 900 000 $ | Terre (ext.) | Gastón Gaudio | 6-2, 3-6, 4-6, 6-4, 6-2 | Parcours |

### Finales en simple messieurs
| No | Date       | Nom et lieu du tournoi                        | Catégorie    | Dotation  | Surface      | Vainqueur      | Score         |          |
| -- | ---------- | --------------------------------------------- | ------------ | --------- | ------------ | -------------- | ------------- | -------- |
| 1  | 24-03-1997 | Grand-Prix Hassan II, Casablanca              | World Series | 203 000 $ | Terre (ext.) | Hicham Arazi   | 3-6, 6-1, 6-2 |          |
| 2  | 05-10-1998 | Campionati Internazionali di Sicilia, Palerme | Int' Series  | 315 000 $ | Terre (ext.) | Mariano Puerta | 6-3, 6-2      |          |
| 3  | 22-07-2002 | Idea Prokom Open, Sopot                       | Int' Series  | 356 000 $ | Terre (ext.) | José Acasuso   | 2-6, 6-1, 6-3 | Parcours |

## Résultats en Grand Chelem

### En simple
| Année | Open d'Australie | Open d'Australie    | Roland-Garros | Roland-Garros    | Wimbledon | Wimbledon           | US Open  | US Open           |
| ----- | ---------------- | ------------------- | ------------- | ---------------- | --------- | ------------------- | -------- | ----------------- |
| 1996  | -                | -                   | 2e tour       | Jeff Tarango     | -         | -                   | -        | -                 |
| 1997  | -                | -                   | 1er tour      | Byron Black      | -         | -                   | -        | -                 |
| 1998  | 2e tour          | Richey Reneberg     | -             | -                | 2e tour   | Davide Sanguinetti  | 1er tour | Marcelo Filippini |
| 1999  | 2e tour          | Vincent Spadea      | 1er tour      | Andre Agassi     | 1er tour  | Jan-Michael Gambill | 1er tour | George Bastl      |
| 2000  | 3e tour          | Sláva Doseděl       | Demi-finale   | Magnus Norman    | 1er tour  | Marc Rosset         | 2e tour  | Lee Hyung-taik    |
| 2001  | 2e tour          | Daniel Nestor       | 4e tour       | Andre Agassi     | 1er tour  | Andreas Vinciguerra | -        | -                 |
| 2002  | 1er tour         | Andrei Pavel        | 1er tour      | Thomas Johansson | 1er tour  | Richard Krajicek    | -        | -                 |
| 2003  | 1er tour         | Juan Carlos Ferrero | 2e tour       | Nicolás Lapentti | 1er tour  | Olivier Mutis       | 1er tour | Nicolas Kiefer    |

À droite du résultat, l'ultime adversaire.

### En double
| Année | Open d'Australie      | Open d'Australie            | Roland-Garros | Roland-Garros | Wimbledon | Wimbledon | US Open | US Open |
| 2003  | 1er tour David Ferrer | Luke Bourgeois Scott Draper | -             | -             | -         | -         | -       | -       |

Sous le résultat, le partenaire ; à droite, l'ultime équipe adverse.